# Mauleus cultratus
Mauleus cultratus är en stekelart som beskrevs av Heydon 1995. Mauleus cultratus ingår i släktet Mauleus och familjen puppglanssteklar.
Artens utbredningsområde är Panama. Inga underarter finns listade i Catalogue of Life.